# Pyrgocythara hemphilli
Pyrgocythara hemphilli é uma espécie de gastrópode do gênero Pyrgocythara, pertencente a família Mangeliidae.